# Anopsicus
Anopsicus is een geslacht van spinnen uit de familie trilspinnen (Pholcidae).

## Soorten
Het geslacht kent de volgende soorten:
- Anopsicus alteriae Gertsch, 1982
- Anopsicus banksi (Gertsch, 1939)
- Anopsicus beatus Gertsch, 1982
- Anopsicus bispinosus (Gertsch, 1971)
- Anopsicus bolivari (Gertsch, 1971)
- Anopsicus boneti Gertsch, 1982
- Anopsicus bryantae Gertsch, 1982
- Anopsicus ceiba Gertsch, 1982
- Anopsicus chiapa Gertsch, 1982
- Anopsicus chickeringi Gertsch, 1982
- Anopsicus chiriqui Gertsch, 1982
- Anopsicus clarus Gertsch, 1982
- Anopsicus concinnus Gertsch, 1982
- Anopsicus covadonga Gertsch, 1982
- Anopsicus cubanus Gertsch, 1982
- Anopsicus davisi (Gertsch, 1939)
- Anopsicus debora (Gertsch, 1977)
- Anopsicus definitus Gertsch, 1982
- Anopsicus elliotti (Gertsch, 1971)
- Anopsicus evansi (Gertsch, 1971)
- Anopsicus exiguus (Gertsch, 1971)
- Anopsicus facetus Gertsch, 1982
- Anopsicus grubbsi Gertsch, 1982
- Anopsicus gruta (Gertsch, 1971)
- Anopsicus hanakash (Brignoli, 1974)
- Anopsicus iviei Gertsch, 1982
- Anopsicus jarmila Gertsch, 1982
- Anopsicus jeanae (Gertsch, 1977)
- Anopsicus joyoa Gertsch, 1982
- Anopsicus lewisi Gertsch, 1982
- Anopsicus limpidus Gertsch, 1982
- Anopsicus lucidus Gertsch, 1982
- Anopsicus malkini Gertsch, 1982
- Anopsicus mckenziei Gertsch, 1982
- Anopsicus mirabilis Gertsch, 1982
- Anopsicus mitchelli (Gertsch, 1971)
- Anopsicus modicus Gertsch, 1982
- Anopsicus nebulosus Gertsch, 1982
- Anopsicus niveus Gertsch, 1982
- Anopsicus nortoni Gertsch, 1982
- Anopsicus ocote Gertsch, 1982
- Anopsicus palenque (Gertsch, 1977)
- Anopsicus panama Gertsch, 1982
- Anopsicus pearsei Chamberlin & Ivie, 1938
- Anopsicus pecki Gertsch, 1982
- Anopsicus placens (O. P.-Cambridge, 1896)
- Anopsicus potrero Gertsch, 1982
- Anopsicus puebla Gertsch, 1982
- Anopsicus pulcher (Bryant, 1940)
- Anopsicus quatoculus Gertsch, 1982
- Anopsicus quietus (Gertsch, 1973)
- Anopsicus reddelli Gertsch, 1982
- Anopsicus silvai Gertsch, 1982
- Anopsicus silvanus Gertsch, 1982
- Anopsicus soileauae Gertsch, 1982
- Anopsicus speophilus (Chamberlin & Ivie, 1938)
- Anopsicus tehuanus Gertsch, 1982
- Anopsicus tico Huber, 1998
- Anopsicus troglodyta (Gertsch, 1971)
- Anopsicus turrialba Gertsch, 1982
- Anopsicus vinnulus Gertsch, 1982
- Anopsicus wileyae Gertsch, 1982
- Anopsicus zeteki (Gertsch, 1939)
- Anopsicus zimmermani Gertsch, 1982